# G-Dragon
G-Dragon (koreai írással: 지드래곤 Csiduregon; születési nevén: 권지용 Kvon Dzsijong, nyugaton Kwon Ji Yong; Szöul, 1988. augusztus 18. –) dél-koreai rapper, énekes, dalszerző, szövegíró, táncos és zenei producer, a Big Bang együttes vezére.
Egy gyerekformációban lépett fel nyolcéves korában, majd az SM Entertainmentnél öt évig, azt követően a YG Entertainmentnél hat évig volt gyakornok, majd a Big Bang együttes két rapperének egyikeként debütált. Dalszerző-szövegíróként is közreműködik, az együttes több sikerdalának (például Haru haru, Last Farewell, Lies) is ő a szerzője.  Tehetséges producernek tartják, a Korea Times „zseniális dalszerzőnek” nevezte. 2008-ban az egyik legjobb koreai zeneszerzőnek is megválasztották. Neve alatt összesen 174 dal szerepel a dél-koreai szerzői jogvédelmi egyesületnél bejegyezve.
2009-ben szólóalbumot jelentetett meg Heartbreaker címmel, melynek kapcsán plágiumbotrányba keveredett. 2010-ben az együttes másik rapperével, T.O.P.-val közösen adta ki a GD & TOP című lemezt. 2012-ben önálló középlemezt adott ki One of a Kind címmel, 2013-ban pedig megjelent második stúdiólemeze, a Coup D’Etat. 2025-ben hosszú szünet után tért vissza Übermensch című harmadik nagylemezével.
G-Dragon öltözködési szokásai divatteremtőek hazájában. 2011-ben zenei eredményei és divatikon státusza miatt felkerült a CNN „50 ok, amiért Szöul a világ legjobb városa” elnevezésű listájára, a 30. helyen, egyetlen K-pop-előadóként. 2012-ben a Forbes Korea a kultúrára legnagyobb befolyást gyakorló negyven év alatti koreaiak listájában szerepeltette, a listában a legfiatalabbként.
Az Mnet összesítése szerint az előadó a legnagyobb privát vagyonnal rendelkező idolsztár Dél-Koreában.

## Élete és pályafutása

### Korai évei és a Big Bang

A 13 éves G-Dragon Perry Storm című videóklipjében saját írású szövegét rappelte.

Kvon Dzsijong hatéves volt, amikor a PpoPpoPpo (a koreai Szezám utca) című műsorban gyerektáncosként debütált. Nyolcéves korában a Little Roora nevű gyerekformáció tagja lett. A gyerekegyüttes egy karácsonyi albumot adott ki, ami után a kiadójuk megszüntette a szerződésüket. Ezt követően a fiú megígérte az édesanyjának, hogy nem foglalkozik többé a szórakoztatóiparral, azonban nem sokkal később egy családi vakáció közben idősebb ellenfelekkel szemben megnyert egy táncversenyt és ajánlatot kapott az S.M. Entertainmenttől. Öt évig volt gyakornok a cégnél, főképp táncolni tanult, de a szervezetlenség miatt nem volt rendszeres képzése. Énekelni nem tudott, csak táncolni, így az S.M. sem igazán tudta, mihez kezdjen a fiúval. Végül otthagyta a kiadót, mivel nem tudta eldönteni, mit is szeretne valójában.

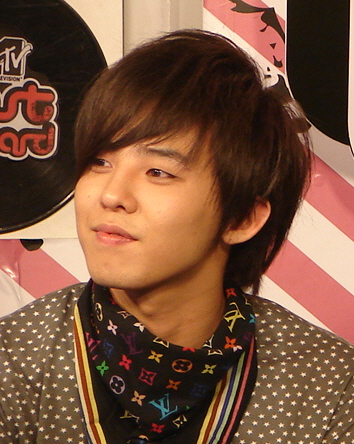
G-Dragon 2007-ben, 19 évesen, a később népszerűvé vált háromszögletű Big Bang-kendővel a nyakában

Harmadikos volt, amikor egy barátja megszerettette vele a Wu-Tang Clan zenéjét, így a fiú elhatározta, hogy rapleckéket vesz a PeopleCrew nevű hiphopegyüttestől. 2001-ben közreműködött a Flex című hiphopalbumon. Maga írta a saját rapbetétjének szövegét: „nem volt a legjobb az angolom, a történet is átlagos volt”. Kvon felkeltette a Jinusean nevű hiphopduó egyik tagjának figyelmét, aki beajánlotta a fiút Jang Hjonszoknak, a YG Entertainment igazgatójának. A fiú könyörgésére édesanyja aláírta a gyakornoki szerződést a céggel, ahol megkezdődött a kiképzése. Az első évet takarítással töltötte, ablakot pucolt, bevásárolt a szenioroknak: „Néztem, ahogy a szeniorok gyakorolnak és vizet hordtam nekik. Kipakoltam a gyorsétteremből hozatott ételeket és feltakarítottam, amikor végeztek az evéssel. Egy teljes évig csak takarítottam. Egy óra takarítás, utána egy vagy két óra gyakorlás, aztán újabb egy óra takarítás.” Később megismerkedett a YG egy másik gyakornokával, Tong Jongbéval, akivel közösen a GDYB formációt alkották. Kvon a G-Dragon álnevet választotta magának, míg Tong Taeyang néven vált később ismertté. A G-Dragon név Kvon utónevének angolosított változata, a Dzsi úgy hangzik, mint az angol G betű, míg a jong jelentése „sárkány”, azaz angolul dragon. G-Dragon és Taeyang 2006-ban a Big Bang együttes tagjaiként debütáltak. G-Dragon később úgy nyilatkozott, először csalódott volt, hogy hat évi gyakornokság után egy fiúegyüttesben kellett debütálnia, mivel sokkal jobban szeretett volna hiphoppal foglalkozni.
Az együttes megalakulásáról televíziós dokumentumfilm készült. Megjelent az első kislemezük Bigbang címmel, melyen a We Belong Together és a Nunmulppunin pabo (눈물뿐인 바보, Egy bolond könnyei) című dalok mellett egy Maroon 5-feldolgozás, a This Love is helyet kapott G-Dragon előadásában. Az Always című középlemezen már több szerzeménye is helyet kapott, köztük a Lie (거짓말, Kodzsitmal), ami az együttes első igazi sikerdala lett. A dalt Kvon eredetileg szólónak írta, ám a YG igazgatója ragaszkodott hozzá, hogy az együttes kapja meg a dalt, ami miatt Kvon csalódott volt. A Hot Issue című lemez legsikeresebb dala a Last Farewell (마지막 인사, Madzsimak insza), valamint a Day by Day (하루하루, Haru haru), a Stand Up című albumuk sikerdala is G-Dragon szerzeménye. 2007 óta Kvon az együttes minden lemezén szerepel a dalszerzők között, az amerikai Billboard világzenei toplistáján harmadik helyet elért Tonight és a 2012-ben megjelent Alive című lemezeket is beleértve.

### Szólókarrierje
- HeartbreakerA dal kapcsán G-Dragont plágiummal vádolták meg.

Nem tudod lejátszani a fájlt?

#### 2009:Heartbreaker
A Big Bang-beli tevékenysége mellett G-Dragon számos más előadóval dolgozott együtt. Taeyang Hot című szólóalbumának Intro című számát komponálta, valamint ő írta a Baby, I’m Sorry dalszövegét. Később digitális kislemezként kiadta Taeyang Only Look at Me (나만바라봐, Naman barapva) című dalának saját verzióját Only Look at Me Part 2 címmel. Taeyanggal és T.O.P.-val közösen szerepeltek Lexy Super Fly című dalában. 2009 májusában a japán W-inds együttessel közösen vette fel a Rain Is Fallin’ című dalt.

G-Dragon a Heartbreaker videóklipjében: szőke haja divatot teremtett Koreában.

2009. augusztus 18-án jelent meg szólóalbuma, a Heartbreaker, melyen közreműködött Teddy (1TYM), Taeyang, S-Kush (Stony Skunk), valamint CL és Dara a 2NE1 együttesből. Az albumot eredetileg áprilisban akarták megjelentetni, a dátumot azonban eltolták augusztusra, hogy a megjelenés időpontja egybeessen az énekes 21. születésnapjával. Az album több szempontból is változást hozott G-Dragon számára, az énekes a koncepció kedvéért platinaszőkére festette a haját. Az albumborító dombornyomással készült és G-Dragon arcának lenyomatát tartalmazta. Az albumból 200 000 darab fogyott, és elnyerte az év albuma díjat a 2009-es Mnet Asian Music Awards-on. 2009 novemberében a koreai cenzúra kiskorúak számára nem megfelelőnek nyilvánította az albumot, erőszak és szexualitás sugallása miatt, ezért ettől az időponttól kezdve Dél-Koreában csak 19 éven felüliek vásárolhatták meg a lemezt. Az album dalai, a The Leaders, a Breathe, az A Boy, a Hello és a She’s Gone több slágerlistát is vezettek. A lemez megjelenése után nem sokkal G-Dragont plágiummal vádolta meg a Sony Music, szerintük a Heartbreaker című dal túlságosan hasonlít Flo Rida Right Round című dalához, a Butterfly pedig az Oasis She’s Electric című számához. Ugyanakkor a Right Round kiadója, az EMI úgy nyilatkozott, nem látnak egyezést a két dal között. A vádakat tisztázták, amikor Flo Rida Koreába utazva közösen adott koncertet az énekessel.
G-Dragon az album promóciós turnéjával kapcsolatban is botrányba keveredett. 2009 decemberében a szöuli olimpiai parkban adott Shine a Light című koncertjének egyik eleme heves vitákat váltott ki. A színpadon G-Dragon az egyik táncosnővel szeretkezést imitált, amit egyes cenzorok „obszcénnek”, mások túlságosan szuggesztívnek ítéltek. Az Egészségügyi, Népjóléti és Családjogi Minisztérium vizsgálatot indított G-Dragon és a YG Entertainment ellen a kiskorúakra vonatkozó törvény megsértése miatt. A vádakat 2010. március 15-én ejtették.

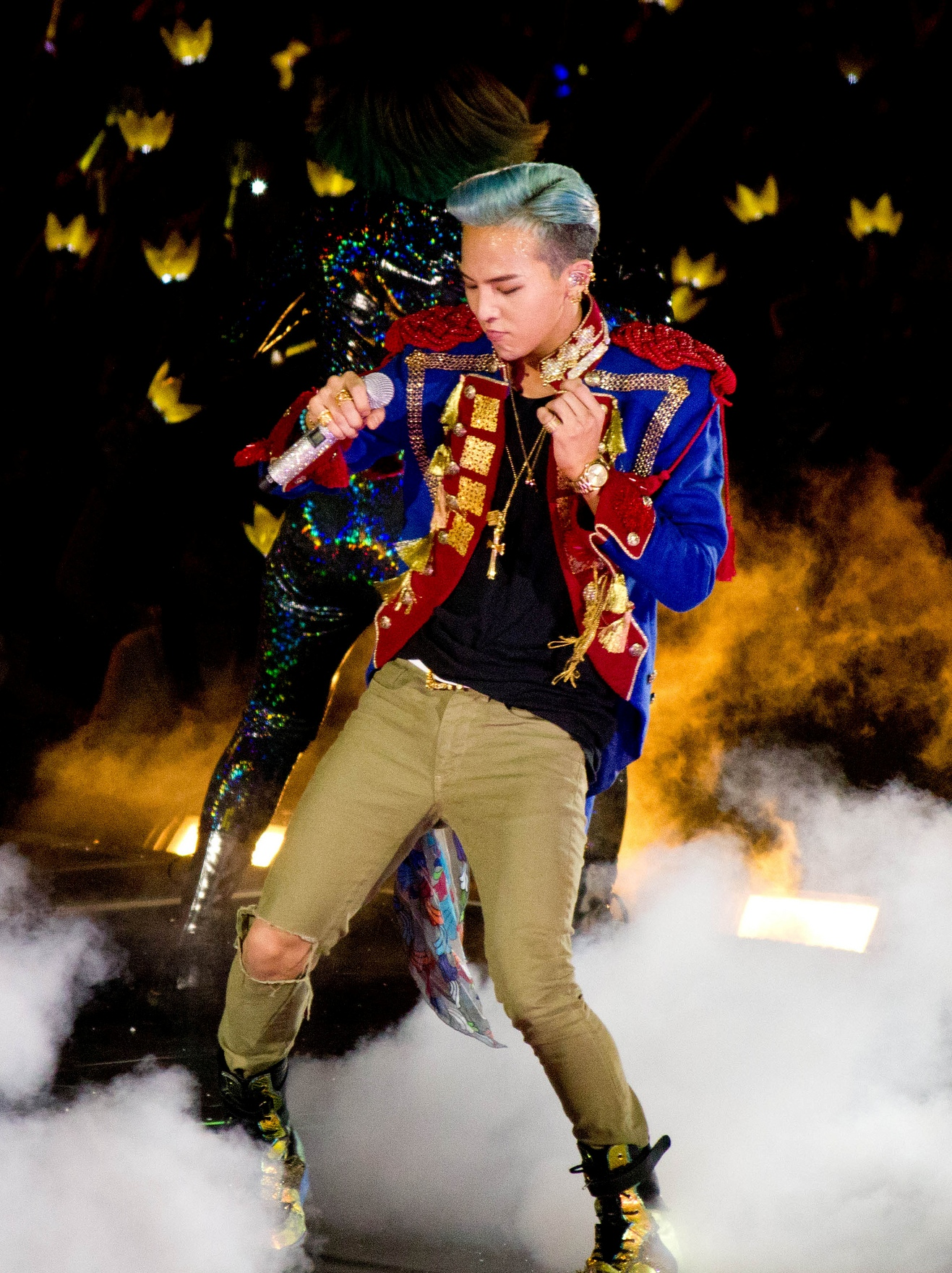
G-Dragon 2012-ben a Bigbang Alive Touron

2010 novemberében a YG Entertainment bejelentette, hogy G-Dragon és a Big Bang másik rappere, T.O.P. közösen jelentetnek meg egy lemezt GD & TOP címmel. Az album megjelenése előtt Szöul egyik terén a duó világpremiert tartott, melyet a YouTube-on élőben közvetítettek. Három kislemezt jelentettek meg az album érkezése előtt, High High, Oh Yeah és Knock Out címmel. A High High slágerlista-vezető lett, az Oh Yeah legmagasabb pozíciója a második hely volt, a Knock Out-é pedig a harmadik; utóbbi dal klipjét „nem helyénvaló” szleng szövege miatt a három legnagyobb koreai televíziós csatorna nem volt hajlandó levetíteni. Az album karácsony napján került az üzletek polcaira és első helyen debütált a Kaon slágerlistáján, 200 000 darabos előrendeléssel.
2011-ben G-Dragon az énekes-komikus Pak Mjongszuval és Pak Pommal közösen az Infinity Challenge című televíziós műsor dalversenyére felvette az I Cheated című dalt, melyet maga komponált.

#### 2012:One of a Kind
2012-ben a Big Bang visszatérése mellett G-Dragon egy újabb szólóalbum kiadását jelentette be.  G-Dragon 2012. augusztus 22-én tette közzé az első videóklip rövid részletét, a One of a Kind album címadó dala azonban nem valódi kislemez, kizárólag videóklip formájában jelent meg. Szeptember 1-jén jelent meg az album első kislemeze, a That XX, mely azonnal All Kill-státust ért el a koreai slágerlistákon. A dal címében az XX egy káromkodást takar, melyet a cenzúra miatt kellett eltávolítani. A dalt emiatt Koreában csak 19 éven felüliek vásárolhatják meg és a videóban is kisípolták a nem megfelelőnek ítélt kifejezéseket. A That XX az első előzetesen nagykorú besorolást kapott dal, aminek sikerült minden koreai slágerlistán első helyen debütálnia. Digitális megjelenésekor, 2012. szeptember 15-én az album összes dala felkerült a legnagyobb koreai zenei toplisták első tíz helyezettje közé.

#### 2013–2016:Coup D'Etat, kiállítás

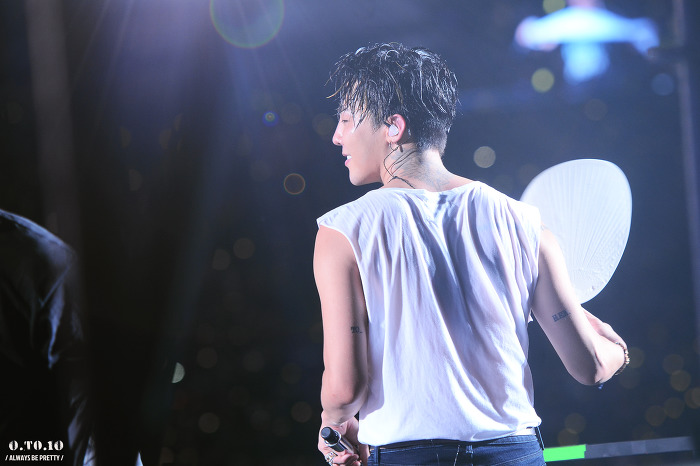
G-Dragon 2016-ban

2013 januárjában a YG Entertainment bejelentette, hogy március 30-án az énekes világ körüli turnéra indul. A turnéra G-Dragon egy új dalt is írt Micshigo (미치GO; Őrület) címmel, amit csak a Naver cég által fejlesztett Line mobilalkalmazáson keresztül lehetett megvásárolni.
2013 szeptemberében jelent meg második nagylemeze Coup D’Etat címmel, az albumon olyan előadókkal dolgozott együtt, mint Diplo, Baauer, Missy Elliott, Lydia Paek, Jennie Kim, Zion.T, Boys Noize és Sky Ferreira.
2013 októberében G-Dragon elnyerte a 2013 Style Icon Awards Az év stílusikonja címet, szólóénekes először kapta meg a díjat. Ugyanebben az évben az énekes ismét részt vett az Infinite Challenge dalfesztiválon, ezúttal Csong Hjongdon komikussal közösen lépett fel, majd nyerte el az MBC Entertainment Awards Legjobb párosnak járó díját.
2013 novemberében négy díjat nyert az Mnet Asian Music Awardson, a Legjobb férfi előadó, Az év előadója, a Legjobb táncprodukció (férfi) és a Legjobb videóklip kategóriákban, utóbbi kettőt a Crooked című dalért.
2014 március 18-án Skrillex Recess című albumán működött közre a Dirty Vibe című dalban.
2014 novemberében a YG bejelentette, hogy a YG Hip Hop Project keretében G-Dragon és Taeyang közös dalt adnak ki Good Boy címmel november 21-én. A dalban G-Dragon dalszerzőként és szövegíróként is közreműködött.
2015-ben saját művészeti kiállítást szervezett PEACEMINUSONE: Beyond the Stage címmel. Mintegy 200 alkotást állítottak ki koreai és nemzetközi művészektől, többek között Michael Scogginstól, Sophie Clementstől és James Clartól. Ugyanebben az évben ay Airbnb ázsiai arca lett. Harmadszorra is részt vett az Infinite Challenge éves zenei versenyében, ezúttal Taeyanggal és a ZE:A együttes tagjával, Hvang Gvanghi (Hwang Kwang-hui)val.
2016-ban ismét részt vett az Infinite Challenge műsorának Muhan Company különkiadásában, mely egy kétrészes televíziófilm volt, ahol először játszott színészként. Márciusban közreműködött Baauer Temple című dalában.

#### 2017–
2017 januárjában a YG Entertainment bejelentette, hogy G-Dragon új szólólemezen dolgozik, melyet koncertkörút is kísér majd. Februárban közreműködött Zion.T OO című lemezén a Complex című dalban, mely második helyezett volt a Kaon (Gaon) listáján. Márciusban bejelentették, hogy június 10-én Szöulban ad koncertet, majd áprilisban sajtónyilatkozat jelent meg Act III, M.O.T.T.E című világ körüli turnéjáról, melynek állomásai Ázsia mellett Észak-Amerikában lesznek. Az előadó Kvon Dzsijong (Kwon Ji-young) című albuma 2017. június 8-án jelent meg, az első kimásolt dal a lemezről a Mudzse (무제, Muje) (angol címén Untitled, azaz „Cím nélkül”) lett, utolsó pillanatban választották ki, eredetileg a Keszori (개소리, Gaesori) (angolul Bullshit, azaz „Baromság”) című dallal indítottak volna, azonban T.O.P. kábítószerbotránya és kórházi kezelése miatt másik dalt választottak a lemezről. Az album hagyományos CD formátum helyett USB-n jelent meg, ami miatt a Kaon (Gaon) nem ismerte el nagylemeznek, értékesítését nem számolta be a slágerlistáin. Később a döntést visszavonták. A lemez 46 országban vezette az iTunes letöltőlistáját. Kínában hat nap alatt egymillió példányban fogyott el.
2017. június 10-én G-Dragon második világ körüli turnéjára indult Act III: M.O.T.T.E címmel Szöulban, majd 29 városban lépett fel világszerte. Ez volt minden idők legnagyobb szabású turnéja Európában és Észak-Amerikában koreai előadótól és a legnagyobb világszerte koreai szólóelőadótól; mintegy 654 000 főt vonzott.
2018. február 27-én G-Dragon megkezdte sorkatonai szolgálatát, 2019. november 27-én szerelt le.
2023 decemberében bejelentették, hogy nem újította meg szerződését a YG Entertainmenttel, és a Galaxy Corporationnel kötött szerződést.
2024-ben két évre szóló vendégelőadói pozíciót kapott a KAIST műszaki egyetemtől, ahol vezetői képességekkel kapcsolatos előadásokat fog tartani a hallgatóknak. Ugyanezen év októberében hét év szünet után új kislemezzel tért vissza, Power címmel. 2025-ben hosszú szünet után jelenik meg Übermensch című harmadik nagylemeze.

## Dalszerzői tevékenysége
- Nap mint nap (Haru haru)A Big Bang együttes egyik leghíresebb dala[108] G-Dragon szerzeménye.
- She's Gone (feat. Kush)A dalt sokat kritizálták a dalszöveg „nem megfelelő” volta miatt.[109] A koncerten vetített videójában G-Dragon egy késsel meggyilkolja a szerelmét:[110]
Menjünk egy csendes helyre, csak egyedül akarok lenni veled.
Most már nem menekülsz!

Nem tudod lejátszani a fájlt?
A refrén a dalok elképesztően fontos elemévé vált, mivel az emberek ez alapján döntik el, hogy végighallgatják-e a dalt, vagy sem, ráadásul általában csak a refrénre emlékeznek. Ami engem illet, azt szeretném, ha a hallgatóság a dalom minden egyes részére emlékezne. Ez az oka, hogy minden dalnak más a zenei elrendezése és többféle történetet mesél el.
Pályafutása kezdetén a Wu-Tang Clan hatására a hiphop műfaja érdekelte igazán. Együttesét, a Big Banget először hiphopegyüttesként reklámozták, ám később elkezdtek kísérletezni az elektronikus zene műfajával is, amivel trendet teremtettek Dél-Koreában. Szólóalbuma esetében G-Dragon több műfajjal is kísérletezett a dance-en és a hiphopon át az R&B-ig. A GD & TOP album hangzását a hiphopon és az R&B-n kívül az elektronikus és az akusztikus zene is befolyásolta. Daesung szólójához a trot (koreai táncdal) műfajában is írt dalokat.
Szólótevékenysége előtt G-Dragon a Big Bang számos dalának volt a szerzője. Azóta az előadónak nagyobb befolyása van a dalok hangzására producerként, úgy nyilatkozott, hogy minden dala más érzésből táplálkozik, és ezek az érzések irányítják a komponálás és a dalszövegírás terén is. Hogy megkülönböztesse magát más dalszerzőktől, G-Dragon hajlandó „kicsavarni, minden lépésnél megcsavarni” a dalt, hogy „egy másfajta történetet” hozzon létre. A dalszerző úgy véli, bár a refrén a dalok legemlékezetesebb része, úgy próbálja meg felépíteni a szerzeményeit, hogy az emberek ne csak a refrénre emlékezzenek belőle. Saját bevallása szerint korábban nem érdekelte mások véleménye, a szólóalbuma kapcsán azonban reflektorfénybe került dalszerzőként is, „az emberek ekkor kezdtek el igazán kritikusak lenni velem. Sokszor okoztak fájdalmat.” Úgy véli, a szólóalbumával kapcsolatos botrányok erősebbé és érettebbé tették őt mind emberileg, mind zenészként és dalszerzőként. Azt nyilatkozta, megpróbál „kitörni a ráöntött formából” és új stílusokkal kísérletezni, mert nem akarja „ugyanazt a típusú zenét játszani” nap mint nap: „Abban a percben, hogy elkezdesz úgy gondolni rá [a dalszerzésre], mint egy munkára, lehetetlenség rendes zenét szerezni. Most, hogy van időm magamra, lehetőségem van élvezni a zenét, amit alkotok.”

Dalszerzői tevékenysége dicséretet és erős kritikát egyaránt kapott. Tehetséges producernek tartják, a Korea Times „zseniális dalszerzőnek” nevezte, aki olyan dalszövegeket ír, amelyek „igazi történetnek hangzanak”. A Yahoo! Philippines szerint olyan dalszerző, aki képes a hagyományoson túlmutató zenét alkotni. G-Dragon „kényelmetlennek” érezte a zseniális megnevezést. 2008-ban az egyik legjobb zeneszerzőnek is megválasztották, több neves szórakoztatóipari személyiség szavazta meg „a zenésznek, akinek legtöbbet várnak a jövőjétől”. Japánban negyedik helyezést ért el a „legfantasztikusabb rapperek” versenyében. 2010-ben a Forbes magazin a „legkeményebben dolgozó sztár” címmel ruházta fel. A számos pozitív kritika mellett G-Dragont több ízben is plágiummal vádolták meg. 2009-ben egy internetes portálon több mint nyolcezer szavazattal a „leginkább túlbecsült énekes-dalszerzőnek” választották meg, amivel G-Dragon egy interjúban egyetértett.

## Imidzse

### Népszerűsége és divatikon státusa
Bátorsága nagy hatással van Korea zeneiparára és épp most válik legendává. Eljött az idő, hogy hátradőlve nézzük, ahogy ez a legenda a szemünk láttára bontakozik ki.

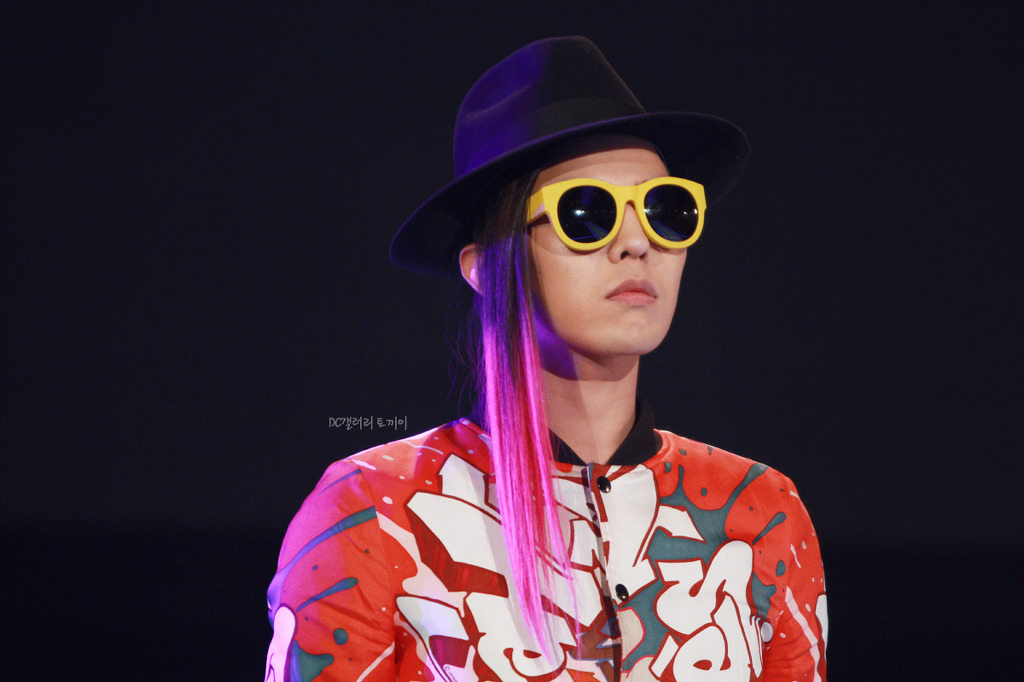
G-Dragon a Bigbang Alive Tour turnén 2012-ben színes tincsekkel meghosszabbított hajjal

A Big Bang együttes legdivatosabb tagjának tartott G-Dragon befolyását a koreai divatra több díjjal is jutalmazták, 2008-ban például elnyerte az „Év stílusikonja” és az Arena magazin „2008 legbefolyásosabb férfija” címét. Gyakran nevezik fashionistának, azaz divatmániásnak és tartják „különcnek” az öltözködését.

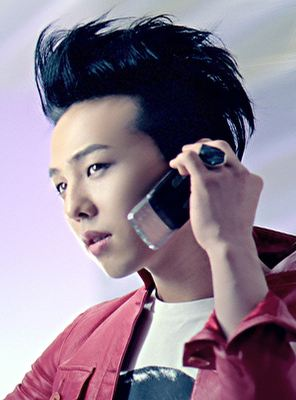
G-Dragon öltözködése és frizurája divatteremtő Dél-Koreában.

A „divatkaméleonnak” is nevezett énekes 2006 és 2010 között összesen csaknem 140 féle frizurával jelent meg a nyilvánosság előtt, ami havonta átlagosan három stílusváltást jelent. A Heartbreaker című albuma koncepciójához platinaszőkére festette a haját, ami az év egyik legnépszerűbb frizurája lett és széles körben másolni kezdték a rajongók.  Az általa kedvelt és gyakran viselt háromszögletű, „Big Bang-kendőnek” becézett kendők hamar népszerűek lettek a tinik körében. A szingapúri The Straits Times szerint több divatcég modelljeként G-Dragon nagy befolyással bír a koreai divatra, akármit visel, azonnal trenddé válik, amivel „mágnesként vonzza” a további szponzorokat. 2011-ben 32 koreai divatszakember, közöttük divattervezők és stylistok véleménye alapján G-Dragont a divatra legnagyobb befolyással bíró sztárok között a harmadik helyre sorolták, a férfiak között az első helyre. Az Osen szerint G-Dragon stílusának kulcsát a kiegészítők jelentik, ügyesen kombinálja a színeket és a mintákat és „stílusának legnagyobb erőssége, hogy képes elmosni a határvonalat a férfi és női öltözködés között”, köztudott róla, hogy gyakran visel eredetileg nőknek tervezett ruhadarabokat is. Stílusát azonban többször érte kritika is, főképp idősebbek részéről.

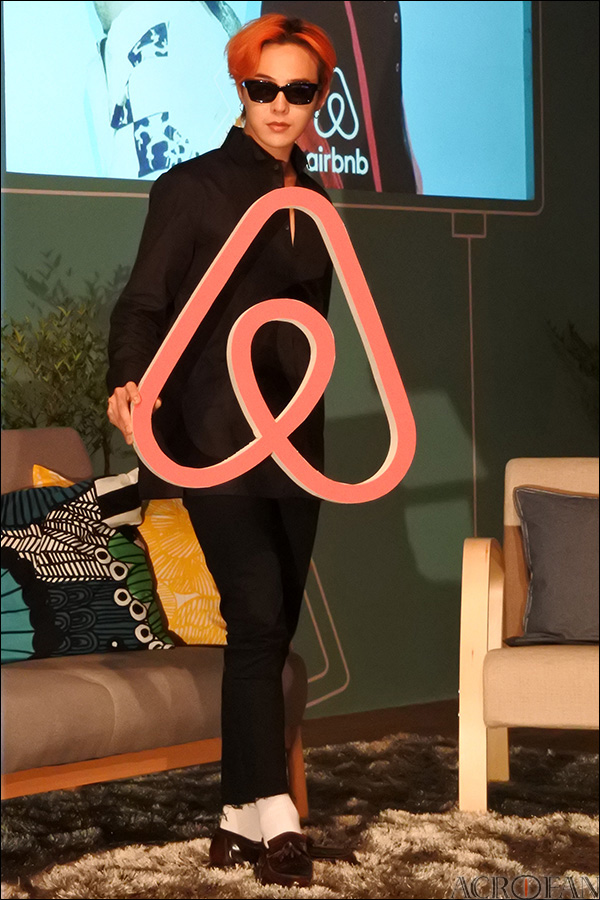
G-Dragon az Airbnb arcaként 2015-ben

G-Dragon egy interjúban úgy nyilatkozott, hogy tudatos zenész, és „amit az emberek látnak belőlem, azt én alakítottam ki, így ha rossz üzenetet közvetítek [a fizikai megjelenésemmel], az az én hibám”. G-Dragon erősen ellenzi azt a nézetet, mi szerint az előadók a szórakoztatóipar „termékei”.
Népszerűségének egyik mutatója, hogy dalai sokáig vezetik a slágerlistákat, 2011-ben például az I Cheated című dala több mint egy hónapig a slágerlisták első három helyének egyikén szerepelt, annak ellenére, hogy az általános trend szerint a dalok többsége egy-két hét után teljesen kiesik a toplistákról. A Korea.com szerint G-Dragon rendkívüli népszerűségének köszönhető, hogy a dal a szokásosnál hosszabb ideig toplistás maradt.
2011-ben zenei eredményei és divatikon státusza miatt felkerült a CNN „50 ok, amiért Szöul a világ legjobb városa” elnevezésű listájára, a 30. helyen, egyetlen K-pop-előadóként. 2012-ben a Forbes Korea a kultúrára legnagyobb befolyást gyakorló negyven év alatti koreaiak listájában szerepeltette G-Dragont dalszerzőként és zenei producerként elért eredményei, valamint ének- és táncképességei miatt, a listában a legfiatalabbként.
G-Dragon számos márka arca, többek között szponzorszerződése van az LG-vel, a Louis Vuittonnal, a dél-koreai divatmárka Bean Pole-lal, az online áruház Gmarkettel és a Nikonnal.
2015-ben a Business of Fashion nemzetközi divatipari magazin beválasztotta a világ 500 legbefolyásosabb divatszemélyisége közé, egyedüli koreaiaként a listán.
2017 májusában Csedzsu (Jeju) szigetén citruserdőt ültettek, mely G-Dragon polgári nevét (Kvon Dzsijong (Kwon Jiyong)) viseli. Az erdőben termő gyümölcsöket jótékonysági célokra ajánlják fel.

### Kábítószerbotránya

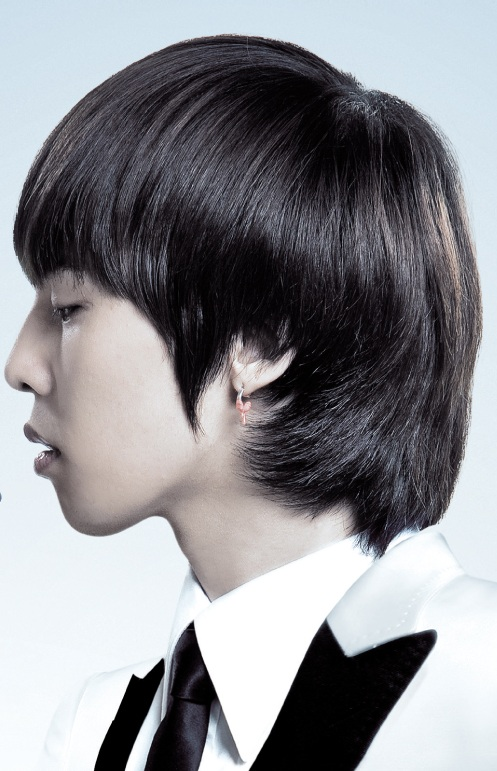
G-Dragon 2009-ben az LG egyik reklámjában

2011 októberében kiderült, hogy még az év májusában egy japán klubban marihuánás cigarettát szívott. A marihuánát hajmintából mutatták ki még júliusban. Az ügyészség az előadó ellen felhozott kábítószer-birtoklás vádját elejtette, miután a tesztek csak elenyésző mennyiségű marihuánát mutattak ki. A YG Entertainment sajtóközleményben nyilvánosan bocsánatot kért az előadó viselkedése miatt. G-Dragon a hatóságoknak úgy nyilatkozott, a cigarettát egy ismeretlentől kapta, és bár furcsa volt számára az illata, „nem tudatosult benne”, hogy marihuána lenne. Az eset miatt a Big Bang több promóciós tevékenységét is leállították, valamint elhalasztották a YG Entertainment listázását a koreai részvénypiacon.

## Magánélete
Kvon Dzsijong Szöulban született, egy nővére van, Dami. A szöuli Kjonghi Egyetem posztmodernzene-szakán tanult, de abbahagyta. 2013-ban alapszakos diplomát szerzett a Kukcse (Gukje) Digitális Egyetemen (국제디지털대학교) szabadidősportok tanulmányai szakon, majd 2016-ban a mesterszakot is elvégezte a Szedzsong (Sejong) Egyetem forgalmazóipari szakán. Beszél angolul és kínaiul.
Az énekes nagy rajongója a tetoválásoknak, többet is készíttetett, a jobb alkarján például Keith Haring pop-artművész egyik rajza szerepel, a bal válla alatt pedig a Dragon Ball Z című japán anime „sárkánygömbje” látható.
2006-tól 2011-ig a Big Bang tagjaival közösen élt a Big Bang Dorm elnevezésű apartmanban, azóta szüleivel lakik együtt, bár a tulajdonában van egy 1,7 millió dollár értékű luxusapartman Szöul Mapho kerületében. G-Dragon Dél-Korea legnagyobb privát vagyonnal rendelkező idolsztárja, évente körülbelül 200 millió forintnak megfelelő vont kap a szerzői jogdíjak után.
2012-ben szülei részére panziót építtetett, a Phocshonban található Dolce Vita nevű szálló szobáit a Big Bang dalairól nevezték el és az énekes édesapja vezeti. A panzió csak 19 év fölötti vendégeket fogad, a rajongók áradatát elkerülendő.
2015. október 20-án megnyílt első kávézója Csedzsun Monsant Cafe néven. 2017-ben „Untitled, 2017” néven nyitott második kávézót a YG Entertainment YG Town komplexumában a Jeju Shinhwa World üdülőközpontban.

## Diszkográfia

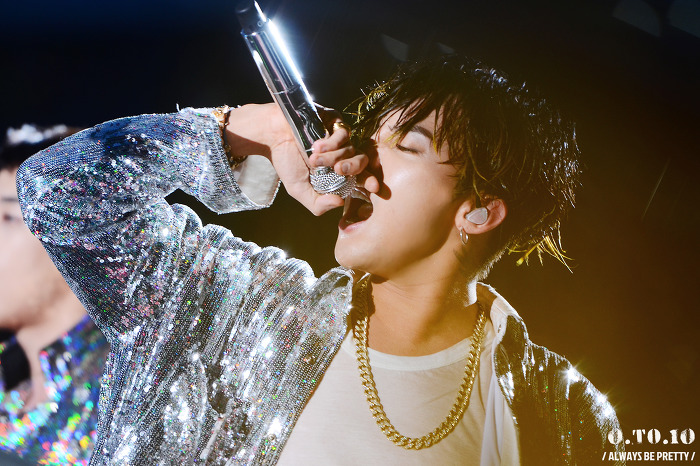
G-Dragon 2016-ban

### Szólóalbumok
| Év   | Cím                           | Megjegyzés         |
| ---- | ----------------------------- | ------------------ |
| 2017 | Kvon Dzsijong (Kwon Ji-young) | középlemez         |
| 2013 | Coup D’Etat                   |                    |
| 2012 | One of a Kind                 | középlemez         |
| 2010 | GD & TOP                      | T.O.P.-val közösen |
| 2010 | Shine a Light                 | koncertalbum       |
| 2009 | Heartbreaker                  |                    |
| 2025 | Übermensch                    |                    |

### Slágerlista-vezető szerzeményei
| Év   | Dal                         | Album                                                 | Egyedüli szerző | Társszerző |
| ---- | --------------------------- | ----------------------------------------------------- | --------------- | ---------- |
| 2007 | Lies                        | Always                                                | Igen            |            |
| 2007 | Last Farewell               | Hot Issue                                             |                 | Igen       |
| 2008 | Sunset Glow                 | Remember                                              |                 | Igen       |
| 2008 | Haru haru                   | Number 1                                              |                 | Igen       |
| 2009 | Heatbreaker                 | Heartbreaker                                          |                 | Igen       |
| 2010 | High High                   | GD & TOP                                              |                 | Igen       |
| 2011 | Tonight                     | Tonight                                               |                 | Igen       |
| 2011 | Love Song                   | Big Bang Special Edition                              |                 | Igen       |
| 2011 | I Cheated                   | Infinity Challenge: West Coast Highway Music Festival |                 | Igen       |
| 2012 | Blue                        | Alive                                                 |                 | Igen       |
| 2012 | Fantastic Baby              | Alive                                                 |                 | Igen       |
| 2012 | Monster                     | Still Alive                                           |                 | Igen       |
| 2012 | That XX                     | One of a Kind                                         |                 | Igen       |
| 2012 | Crayon                      | One of a Kind                                         |                 | Igen       |
| 2013 | Who You?                    | Coup D'Etat                                           |                 | Igen       |
| 2013 | Ringa Linga                 | Taeyang: Rise                                         |                 | Igen       |
| 2014 | Good Boy ft. Taeyang        |                                                       |                 | Igen       |
| 2015 | Loser                       | Made                                                  |                 | Igen       |
| 2015 | Bang Bang Bang              | Made                                                  |                 | Igen       |
| 2015 | If You                      | Made                                                  |                 | Igen       |
| 2015 | Let's Not Fall in Love      | Made                                                  |                 | Igen       |
| 2015 | Mapszosza (맙소사, Mabsosa) |                                                       |                 | Igen       |
| 2017 | Untitled, 2014              | Kvon Dzsijong                                         |                 | Igen       |
| 2024 | Power                       |                                                       |                 | Igen       |

## Díjai és elismerései
| Év   | Díj |
| ---- | --- |
| 2007 | - 2007 Mnet KM Music Festival: Legjobb zenei rendezés (Lies) |
| 2008 | - 2008 Shining Stars: Az év nyolc legjobb producerének egyike - 2008 A-AWARD: Az év nyolc legstílusosabb férfijának egyike |
| 2009 | - 38. Cyworld Digital Music Award: A hónap dala (szeptember) (Heartbreaker) - 2009 Mnet Asian Music Awards: Az év albuma (Heartbreaker) - 2009 Melon Music Awards: Az év albuma (Heartbreaker) - 2009 Melon Music Awards: 2009 Top 10 |
| 2010 | - 2010 Cyworld Digital Music Awards: Ting’s Choice Award - 2010 Cyworld Digital Music Awards: Bonsang Award - 2010 MTV Video Music Awards Japan: Legjobb együttműködés (Rain is Fallin’) |
| 2011 | - 2011 Cyworld Digital Music Awards: A hónap dala (július) (I Cheated) - 2011 Melon Music Awards: Hot Trend Award (I Cheated) |
| 2012 | - Mnet Asian Music Awards: Legjobb férfi szólóénekes - Seoul Music Awards: Az év lemeze (One of a Kind) - SBS PopAsia Award: Legjobb szóló előadó - MBC Entertainment Award: Style Guinness Award |
| 2013 | - Korean Music Awards: Legjobb rap/hiphop-dal - Golden Disk Awards - CeCi Népszerűségi díj - Digitális Ponszang (One of a Kind) - Mnet Asian Music Awards - Legjobb férfi előadó - Az év előadója - Legjobb táncprodukció (férfi) (Crooked) - Legjobb videóklip (Crooked) - 2013 Style Icon Awards - Az év stílusikonja - 2013 MBC Entertainment Awards - Legjobb páros (Csong Hjongdonnal) |

## Fordítás
- Ez a szócikk részben vagy egészben  a   G-Dragon című angol Wikipédia-szócikk ezen változatának fordításán alapul.  Az eredeti cikk szerkesztőit annak laptörténete sorolja fel. Ez a jelzés csupán a megfogalmazás eredetét és a szerzői jogokat jelzi, nem szolgál a cikkben szereplő információk forrásmegjelöléseként.